# Tomasz Jurek (ur. 1962)
Tomasz Marcin Jurek (ur. 1962 w Poznaniu) – polski profesor, historyk mediewista specjalizujący się w historii Śląska i Wielkopolski, wydawca źródeł historycznych i autor podręczników szkolnych.

## Życiorys
Tomasz Jurek ukończył Liceum Ogólnokształcące nr VIII w Poznaniu. Laureat VII Olimpiady Historycznej w 1980/1981 roku. W 1981 roku rozpoczął studia na wydziale historycznym UAM w Poznaniu.
W 1985 obronił pracę magisterską Księstwo głogowskie w latach 1249–1290, napisaną pod kierunkiem prof. Jadwigi Krzyżaniakowej. W 1989 obronił doktorat pt. Polityka zjednoczeniowa Henryka księcia głogowskiego w latach 1290–1309. W 1997 habilitował się na podstawie dysertacji Obce rycerstwo na Śląsku do połowy XIV wieku. W 2003 otrzymał tytuł profesora. Pracuje w Instytucie Historii im. Tadeusza Manteuffla PAN w Warszawie.
Ogłaszał artykuły m.in. na łamach „Roczników Historycznych”.
Jest zwolennikiem koncepcji, że chrzest Mieszka I odbył się już w 965 r. w Magdeburgu (lub w Kwedlinburgu), być może w obecności cesarza Ottona I.
Członek Rady Redakcyjnej „Rocznika Polskiego Towarzystwa Heraldycznego”.
Członek kolegium redakcyjnego kwartalnika historyczno-miejskiego Kronika Miasta Poznania.
W 2024 otrzymał Nagrodą im. Joachima Lelewela.

## Publikacje
- Słownik historyczno-geograficzny województwa poznańskiego w średniowieczu (1982)
- Dziedzic Królestwa Polskiego książę głogowski Henryk (1274–1309), (Poznań 1993; wyd. 2, Kraków 2006)
- Obce rycerstwo na Śląsku do połowy XIV wieku (Poznań 1996)
- Dzieje średniowieczne 1. Podręcznik dla klasy pierwszej szkół średnich (Warszawa 1999)
- Landbuch księstw świdnickiego i jaworskiego, t. 1–3, (Poznań 2000–2007)
- Rodowód Pogorzelów (Kraków 2005)
- Panowie z Wierzbnej. Studium genealogiczne (Kraków 2006)
- Landbuch księstw świdnickiego i jaworskiego, t. III: 1396–1407, Poznań 2007
- Biskupstwo poznańskie w wiekach średnich, Poznań 2018